# Podeni
Podeni là một xã thuộc hạt Mehedinți, România. Dân số thời điểm năm 2002 là 1177 người.